# Söderängarna
Söderängarna este o arie protejată (arie specială de conservare — SAC, sit de importanță comunitară — SCI, arie de protecție specială avifaunistică — SPA) din Suedia întinsă pe o suprafață de 78 ha, integral pe uscat.

## Localizare
Centrul sitului Söderängarna este situat la coordonatele 56°40′55″N 13°10′40″E / 56.6819°N 13.1779°E.

## Înființare
Situl Söderängarna a fost declarat arie de protecție specială avifaunistică în decembrie 1996 pentru a proteja 6 specii de animale. Alte tipuri de protecție:
- sit de importanță comunitară (în ianuarie 1997)
- arie specială de conservare (în martie 2011)[1][3][4]

## Biodiversitate
Situată în ecoregiunea boreală, aria protejată conține 5 habitate naturale: Mlaștini turboase de tranziție și turbării mișcătoare, Mlaștini împădurite, Turbării active, Păduri acidofile de stejar bătrân cu Quercus robur pe câmpii nisipoase, Pajiști umede nord-atlantice cu Erica tetralix.
La baza desemnării sitului se află mai multe specii protejate de  păsări (6): minunița (Aegolius funereus), ciocănitoare neagră (Dryocopus martius), ciuvică (Glaucidium passerinum), ploier auriu (Pluvialis apricaria), cocoșul de mesteacăn (Tetrao tetrix tetrix),  cocoș de munte (Tetrao urogallus).